# HNoMS Stord (G26)
«Сторд» (англ. HNoMS Stord (G26) — військовий корабель, ескадрений міноносець типу «S» Королівських ВМС Норвегії часів Другої світової війни.
Ескадрений міноносець «Сторд» закладений 25 лютого 1942 року на верфі компанії J. Samuel White на острові Вайт під назвою «Саксесс». 3 березня 1943 року він був спущений на воду, а 26 серпня 1943 року увійшов до складу Королівських ВМС Норвегії. Есмінець брав участь у бойових діях на морі в Другій світовій війні, переважно бився у Північній Атлантиці, супроводжуючи арктичні конвої, підтримував висадку морського десанту в Нормандії.

## Бойовий шлях

### 1943
3 вересня 1943 року «Сторд» увійшов до бойового складу 23-ї флотилії есмінців Домашнього флоту Британії.
2 листопада він вийшов з ескортом на своє перше бойове завдання для супроводу лінійного корабля «Енсон», авіаносця «Формідабл» та крейсера «Джамайка», що утворювали далеке супроводження арктичного конвою RA 54A, який повертався з Радянського Союзу.

#### Бій біля Нордкапа
20 грудня 1943 року з бухти Лох-Ю в Шотландії вийшов черговий арктичний конвой JW 55B з 19 транспортних та вантажних суден. До складу сил супроводу під командуванням віце-адмірала Б. Фрезера входили: лінкор «Герцог Йоркський», крейсери «Белфаст», «Норфолк», «Шеффілд», «Джамайка» і чотири есмінці «Саумарез», «Савідж», «Скорпіон» і норвезький «Сторд».
26 грудня 1943 року о 8:40 в умовах повної полярної ночі кораблі союзників вступили в бій з німецьким ударним угрупованням флоту, яке очолював лінійний корабель ВМС Третього Рейху «Шарнгорст».
У ході морського бою, який точився протягом дня, британські кораблі завдали серйозних пошкоджень лінкору «Шарнгорст», який приблизно о 18:45 внаслідок отриманих ушкоджень від вогню противника затонув.

### 1944
16 січня 1944 року «Сторд» разом з британським «Севідж» вийшов до Ісландії, до складу ескортної групи конвою JW 56A, що формувався для переходу до Кольської затоки. Транспортний конвой піддався атаці 10 німецьких субмарин. 25 січня U-278 вдалось потопити американське судно Penelope Barker (16 осіб загинуло, 56 врятувалось), есмінець «Обд'юрет» отримав серйозні пошкодження через торпедну атаку іншої субмарини U-360 й був змушений вийти з похідного ордеру конвою. 26 числа судно Andrew G. Curtin було потоплено ПЧ U-716 (3 особи загинуло, 68 врятовані «Інконстант»), Fort Bellingham спочатку дістав пошкоджень від влучення торпед U-360, а потім було затоплено U-957 (36 осіб загинуло, 35 врятовані «Оффа»; ще 2 особи взяті в полон німецькими підводниками).
У березні есмінець залучався до супроводження чергового арктичного конвою JW 58 з 47 транспортних та вантажних суден.

### 1945
1 січня 1945 року «Сторд» з крейсером «Дайадем», ескортним авіаносцем «Віндекс» та есмінцями «Мінгз», «Савідж», «Скодж», «Серапіс», «Замбезі», «Зебра», «Алгонкін» і «Сіу» вийшов на ескорт арктичного конвою JW 63 до Кольської затоки.
23 березня він брав участь у супроводі арктичного конвою RA 65, який супроводжували крейсер «Дайадем», ескортні авіаносці «Трампітер» та «Кампаніа», з есмінцями «Мінгз», «Опорт'юн», «Оруелл», «Савідж», «Скодж», «Скорпіон», «Замбезі» і «Сіу».